# 十和田市立松陽小学校
十和田市立松陽小学校（とわだしりつ しょうようしょうがっこう）は、青森県十和田市大字八斗沢にあった公立小学校。

## 概要
1972年（昭和47年）4月 、早坂小学校・立崎小学校・協和小学校の3校を統合して開校した。2023年度を目標に洞内・松陽地区統合小中学校整備事業が推進中で、2022年（令和4年）12月9日、大深内中学校敷地内に小・中併置校の新校舎が完成した。

## 沿革
- 1972年（昭和47年）4月1日 - 早坂・立崎・協和の3校を統合して開校。
- 1973年（昭和48年）3月 - 第二期工事完成。
- 1992年（平成4年）
  - 11月x日 - 大規模改修工事完了。
  - 11月8日 - 創立20周年記念式典挙行[4]。
- 2022年（令和4年）
  - 5月26日 - 閉校記念として、校章を象った田んぼアートの田植えを行った[5]。
  - 10月13日 - 5月に植えた田んぼアートの稲刈りを行った[6]。
  - 11月19日 - 閉校式典挙行[7]。
- 2023年（令和5年）3月31日 - 洞内小学校・大深内中学校に統合され閉校[8]。なお、翌日から、大深内中学校との小中一貫校となる[1][2]。

## 通学区域
- 十和田市[9]
  - 大字八斗沢（字八斗沢の一部と字家ノ下の一部を除く）、大字立崎（字焼山を除く）、大字豊ヶ岡、大字大沢田（字牛鍵・字姥懐ノ上・字大下内・字大開・字大洞・字久根ノ内・字小下内・字左ノ田・字下モ山・字蒼前・字長根・字鍋久保・字橋場・字木ノ葉谷地・字早坂）

## 進学先中学校
- 公立学校は、十和田市立大深内中学校[9]。

## 周辺
- 周りに学校以外の建物は無く、林や田畑がある程度。

## アクセス
- 青い森鉄道線小川原駅から、車で約6.8km・約14分。
- 上北道路上北ICから、車で約5km・約10分。
- なお、東北新幹線が近くを通るが、付近に駅は無い。
- また、路線バスは付近を通っておらず、最も近いバス停からもかなり離れている。